# La Concordia, Ayutla de los Libres
La Concordia är en ort i Mexiko.   Den ligger i kommunen Ayutla de los Libres och delstaten Guerrero, i den södra delen av landet, 280 km söder om huvudstaden Mexico City. La Concordia ligger 729 meter över havet och antalet invånare är 1 018.
Terrängen runt La Concordia är kuperad åt nordost, men åt sydväst är den bergig. Runt La Concordia är det ganska glesbefolkat, med 29 invånare per kvadratkilometer. Närmaste större samhälle är Ayutla de los Libres, 14,3 km nordväst om La Concordia. I omgivningarna runt La Concordia växer huvudsakligen savannskog.